# Charandū
Charandū (persiska: چَرنو, چرندو) är en ort i Iran.   Den ligger i provinsen Kurdistan, i den nordvästra delen av landet, 400 km väster om huvudstaden Teheran. Charandū ligger 1 659 meter över havet och antalet invånare är 379.
Terrängen runt Charandū är kuperad.Runt Charandū är det ganska tätbefolkat, med 222 invånare per kvadratkilometer. Närmaste större samhälle är Sanandaj, 19,7 km söder om Charandū. Trakten runt Charandū består i huvudsak av gräsmarker.